# Arenaza (Álava)
Arenaza (oficialmente Arenaza/Areatza) es una localidad del concejo de Real Valle de Laminoria, que está situado en el municipio de Arraya-Maestu, en la provincia de Álava. 

## Geografía física
Está situado a orillas de un arroyo afluente del río Musitu, en un llano rodeado de montes.
|                 | Norte: Igoroin y Musitu |               |
| Oeste: Cicujano |                         | Este: Ibisate |
|                 | Sur: Atauri             |               |

## Despoblado
Forma parte de la localidad el despoblado de:
- Santa Pía.[2]

## Historia
Hacia mediados del siglo XIX, el lugar, por entonces perteneciente al ayuntamiento de Laminoria, tenía contabilizada una población de veintiún habitantes. Aparece descrito en el segundo volumen del Diccionario geográfico-estadístico-histórico de España y sus posesiones de Ultramar de Pascual Madoz con las siguientes palabras:

ARENAZA: l. en la prov. de Alava (4 1/2 leg. á Vitoria), dióc. de Calahorra (13), vicaria de Campezu, part. jud. de Salvatierra (2), herm. de Arraya y ayunt. de Laminoria (1/2): sit. en un suave declive y al S. de una loma algo arbolada, su clima es sano: se compone de 5 casas y 1 igl. parr. (San Agustin), cuyo párroco lo es, con segunda misa, del pueblo de Ibisate. Su escaso térm. confina por N. y E. con el referido Ibisate, por O. con Cicujano: el terreno generalmente malo: los caminos locales se dirigen á Sabando, Cicujano, Musitu é Ibisate, y su estado es regular: el correo se recibe en Vitoria: prod. trigo y demas cereales y semillas, aunque en corta cantidad, pero buenas hortalizas: cria ganado de todas clases y con especialidad cabrio y vacuno: hay caza de liebres, perdices y aves de paso: su ind. agrícola: cria colmenares: pobl. 3 vec., 21 alm. contr. (V. Alava intendencia.)
(Madoz, 1845, p. 513)

En 2022, tenía empadronados cuatro habitantes.

## Demografía
| Gráfica de evolución demográfica de Arenaza entre 2000 y 2023 |
|                                                               |
| Población de derecho según los censos de población del INE.   |

## Cultura

### Patrimonio material
- Iglesia de San Agustín.[3]
- Fuente y lavadero.[6]

### Patrimonio inmaterial
- Fiestas patronales en honor a San Agustín, el 28 de agosto.[7]